# Hajvoron
Hajvoron (ukrainsk: Гайворон) er en by i Holovanivsk rajon, Kirovohrad oblast (region) i Ukraine. Den er hjemsted for administrationen af Hajvoron urban hromada, en af Ukraines hromadaer.
Hajvoron ligger ved floden Sydlige Buh..
Byen har  indbyggere.

## Historie
Hajvoron er en tidligere landsby i Gaysin uyezd i Podolske Guvernement i Det Russiske Kejserrige.
I 1897 - 1898 blev der her bygget et reparationsværksted for lokomotiver.
Under Anden Verdenskrig var byen besat af aksemagternes tropper fra 29. juli 1941 til 11. marts 1944.
Hajvoron har haft byrettigheder siden 1949.